# Thomas D’Alesandro

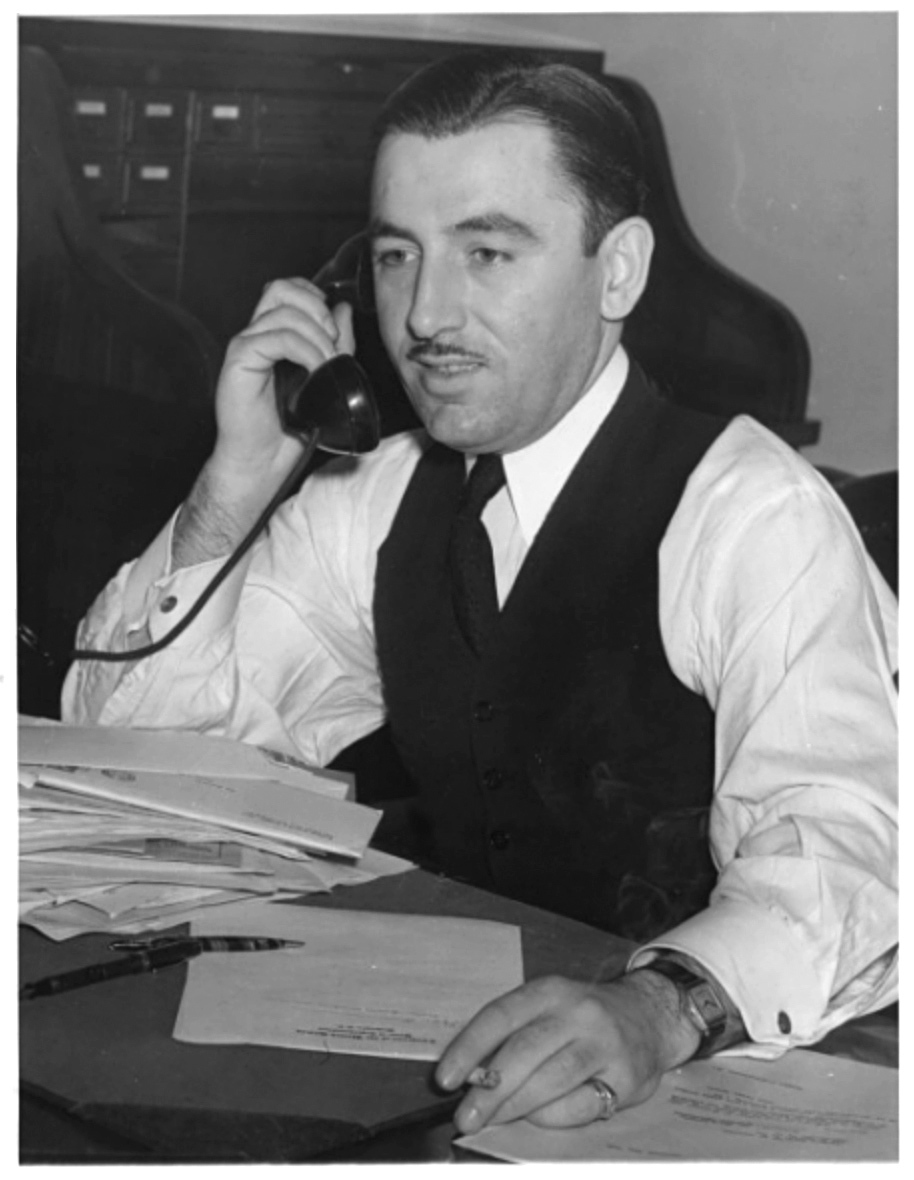
Thomas D’Alesandro

Thomas D’Alesandro Jr. (* 1. August 1903 in Baltimore, Maryland; † 23. August 1987 ebenda) war ein US-amerikanischer Politiker. Zwischen 1939 und 1947 vertrat er den Bundesstaat Maryland im US-Repräsentantenhaus. Er ist der Vater der ehemaligen Sprecherin des Repräsentantenhauses, Nancy Pelosi.

## Werdegang
Thomas D’Alesandro besuchte die öffentlichen Schulen seiner Heimat sowie das Calvert Business College in Baltimore. In den folgenden Jahren arbeitete er in der Immobilienbranche und im Börsenhandel. Gleichzeitig schlug er als Mitglied der Demokratischen Partei eine politische Laufbahn ein. Zwischen 1926 und 1933 saß er im Abgeordnetenhaus von Maryland; von 1935 bis 1938 war er Mitglied des Stadtrats von Baltimore. In den Jahren 1933 und 1934 arbeitete er für die Steuerbehörde. Zwischen 1944 und 1968 war er Delegierter zu allen Democratic National Conventions.
Bei den Kongresswahlen des Jahres 1938 wurde D’Alesandro im dritten Wahlbezirk von Maryland in das US-Repräsentantenhaus in Washington, D.C. gewählt, wo er am 3. Januar 1939 die Nachfolge von Vincent Luke Palmisano antrat. Nach fünf Wiederwahlen konnte er bis zu seinem Rücktritt am 16. Mai 1947 im Kongress verbleiben. Seit 1941 war auch die Arbeit des Kongresses von den Ereignissen des Zweiten Weltkrieges und dessen Folgen geprägt.
Sein Rücktritt erfolgte nach seiner Wahl zum Bürgermeister von Baltimore. Dieses Amt bekleidete er als Nachfolger von Theodore McKeldin zwischen 1947 und 1959. Im Jahr 1954 bewarb er sich zunächst um das Amt des Gouverneurs von Maryland. Nachdem er aber in einen Korruptionsskandal verwickelt war, zog er die Kandidatur zurück. Im Jahr 1958 kandidierte er erfolglos für den US-Senat. Zwischen 1961 und 1969 gehörte er der Bundeskommission Federal Renegotiation Board an. Außerdem arbeitete er in der Versicherungsbranche und im Immobiliengeschäft. Thomas D’Alesandro starb am 23. August 1987 in Baltimore.